# Саратовский военно-медицинский институт
Сара́товский вое́нно-медици́нский институ́т — высшее военное учебное заведение профессионального образования для подготовки офицерских врачебных кадров медицинской службы ВС СССР и ВС РФ, существовавшее в 1939—2010 годах (как отдельный вуз — с 1998 года, до этого — как военно-медицинский факультет Саратовского мединститута/медуниверситета).
Расформирован приказом министра обороны РФ А. Э. Сердюкова.

## История
В 1939 году создаются военно-медицинские факультеты при трёх крупнейших медицинских вузах страны (2-м Московском, Харьковском и Саратовском медицинских институтах).
С 1 сентября 1940 года факультет приказом народного комиссара обороны СССР от 24 августа 1940 года № 0195 переподчиняется начальнику Санитарного управления Красной Армии.
В 1943 году факультет был реорганизован. За это время было произведено девять выпусков, дипломы получили 1336 военных врачей.
В середине 1951 года на основании приказа военного министра СССР № 2342-1/20 от 6.07.1951 г. военно-медицинский факультет воссоздан, но 1 августа 1958 года был расформирован в связи с сокращением Вооружённых Сил СССР. Основной профиль за этот период — первичная подготовка военных врачей авиации ВС СССР.
В 1965 году на основании постановления Совмина СССР от 30.12.1964 военно-медицинский факультет СГМИ опять был открыт. Специализация факультета — подготовка врачей для ВВС. Выпускники факультета были участниками единственной в истории СССР программы подготовки врачей-летчиков
Институт на базе военно-медицинского факультета был создан в 1998 году постановлением правительства Российской Федерации № 1009, является правопреемником Военно-медицинского факультета при Саратовском государственном медицинском университете.
В 2008 году на основании распоряжения правительства институт реорганизован в филиал ВМедА им. C. М. Кирова
С 2010 года в ходе реформы ВС РФ приказом министра обороны А. Э. Сердюкова Саратовский военно-медицинский институт расформирован.
На базе клиники института в настоящее время создан госпиталь — Филиал ФГУ «354 ОВКГ» Минобороны России.

## Начальники факультета и института
Военно-медицинский факультет при Саратовском медицинском институте
- военврач 1-го ранга Герасименко В. И. (1939—1941)[11][12]
- полковник медицинской службы Макаров В. А. (1942—1943)[12][11]
- полковник медицинской службы Кактыш П. И. (1951—1958)[13][11]
- полковник медицинской службы Барашков Н. А. (1965—1981)[11]
- полковник медицинской службы Яковлев В. И. (1981—1986)[11]
- полковник медицинской службы Носов А. Л. (1986—1997)[11]

Военно-медицинский факультет при Саратовском медицинском институте — Саратовский военно-медицинский институт
- генерал-майор медицинской службы Решетников В. А. (1998—2006)[1]
- генерал-майор медицинской службы Громов М. С. (2006—2010)

## Известные выпускники
- Арипов С. А. — министр здравоохранения УзССР(1979—1981).
- Бережнов Е. С. — начальник Службы авиационной и космической медицины — заместитель начальника Центрального военно-медицинского управления Минобороны России (1991—1995)[14]
- Лазарев В. Г.
- Онищенко П. И.[источник не указан 3376 дней]
- Калмыков, Анатолий Анатольевич
- Нечаев, Эдуард Александрович
- Гиравов, Расул Гиравович — главный врач Карабудахкетской районной больницы.
- Катуков Валерий Юрьевич, заместитель Председателя Инновационного совета при Председателе СМ РСФСР; руководитель секретариата заместителя Председателя СМ РСФСР; заведующий Отделом Аппарата Правительства РФ; заместитель Министра РФ (МЧС РФ); руководитель департамента Управления Администрации президента РФ. (1991—1999 гг). Доктор биологических наук.
- Каландар Бандалиев Абульфаз оглы — Главный врач военного госпиталя в Улан-Удэ (погиб в 1981 году во время военных сборов).

## Специальности
- лечебное дело (терапия, хирургия, врач общей практики)[15]
- стоматология (стоматолог)

## Адреса
- Штаб — Ильинская площадь, 17
- Стоматологическая поликлиника — ул. Верхняя, 26
- Клинический городок — ул. Рахова, 89